# Церква святого Василія Великого (Тернопіль)
Церква святого Василія Великого — український греко-католицький храм у місті Тернополі, в місцевості Новий Світ. Належить парафії святого Василія Великого деканату Тернопіль-Центр Тернопільсько-Зборівської архієпархії УГКЦ.

## Історія
Парафія заснована 1996 року. Храм був перебудований із колишнього кінотеатру «Мир», збудованого в радянський час.
Храм освячено на свято Василія Великого 14 січня 1997 року. Освятив єпископ Тернопільсько-Зборівський Михайло (Сабрига). Архітектор — Михайло Нетриб'як. Автор іконостасу — Михайло Піцан.
У 2011 році здійснив єпископську візитацію Василій (Семенюк).

## Життя парафії
При парафії діють спільноти:
- братство Матері Божої Неустанної помочі;
- спільнота Матері в молитві;
- братство «Сім'ї Ісуса»;
- братство Фатімської Матері Божої;
- братство «Молитва за Псалтирем».

З 1998 році у храмі діє недільна школа. Створено катехитичний зал, у якому навчають основам релігії та готують до урочистого Першого Причастя.
У 2012 році в парафії відбулося 26 хрещень, 7 шлюбів, 27 похоронів.
Парохом з 1996 року є о. Степан Левчик, сотрудником з 2008 року — о. Василь Миколів.